# Karol Lesław Krajewski
Karol Lesław Krajewski (ur. 20 maja 1929 we Lwowie, zm. 18 listopada 2021) – polski specjalista w zakresie inżynierii środowiska i metod matematycznych w gospodarce wodnej, doktor habilitowany inżynier, długoletni wykładowca Politechniki Warszawskiej.

## Życiorys
Ukończył VI Liceum Ogólnokształcące im. Tadeusza Reytana w Warszawie (1947) i studia wyższe na Politechnice Warszawskiej (dyplom magistra inżyniera budownictwa wodnego, 1960). W 1968 uzyskał doktorat za rozprawę Modelowanie cyfrowe gospodarki zbiornikowej oparte na zasadach metod Monte Carlo, a 28 listopada 1994 habilitował się na podstawie pracy zatytułowanej Sterowanie statystycznie optymalne termicznym reżimem odcinka rzeki poniżej miejsca zrzutu wody z układu chłodzenia elektrowni.
W 1961 rozpoczął pracę w Instytucie Systemów Inżynierii Środowiska na Wydziale Inżynierii Środowiska Politechniki Warszawskiej. W 1994 uzyskał stanowisko profesora PW. Członek Komitetu Gospodarki Wodnej PAN (1970–1990) i Komitetu Przestrzennego Zagospodarowania Kraju PAN (1971–1974). W 1999 przeszedł na emeryturę.
Pochowany na Cmentarzu Komunalnym Południowym w Warszawie (kwatera 32A III, rząd 2, grób 36).

## Odznaczenia
- Srebrny Krzyż Zasługi (1957)[3]